# Maja Schulze
Maria Theresia „Maja“ Schulze (* 8. September 1932 in Inzing als Maria Theresia Plank; † 26. Juni 2019 in Wien) war eine österreichische Trockenanglerin. Zwischen 1964 und 1970 gewann sie 17 Weltmeistertitel, womit sie eine der erfolgreichsten österreichischen Sportlerinnen dieses Präzisionssports wurde. Auch ihr Ehemann Richard (1925–2012; Weltmeister 1969) und ihre Tochter Annemarie (vierfache Weltmeisterin; 1970: mit 14 Jahren jüngste Weltmeisterin) waren Castingsportler von Weltrang und errangen Weltmeister- und zahlreiche andere Titel.
Nachdem sie sich weitestgehend aus der Elite ihrer Sportart zurückgezogen hatte, betrieb sie ein Spiel- und Sportwarengeschäft in Wien und war in dieser Zeit auch als Bogenschützin überaus erfolgreich.

## Leben
Maja Schulze wurde am 8. September 1932 in Inzing im Bundesland Tirol Maria Theresia Plank geboren. In den 1960er Jahren stieg sie zur Weltelite im Castingsport, dem Trockenfischen, auf und konnte ab dieser Zeit zahlreiche Titel und sogar Weltrekorde einfahren. Im Jahre 1964 gewann die Geschäftsfrau und dreifache Mutter in Wien ihren ersten Weltmeistertitel in der Disziplin Fliege Weit GG. Im selben Jahre belegte sie auch zahlreiche erste Plätze bei Turnieren in der Tschechoslowakei und wurde im nachfolgenden Jahr zusammen mit dem Trockenangler Helmut Hochwartner vom damaligen Wiener Bürgermeister Bruno Marek mit dem Sportzeichen der Stadt Wien und damit der höchsten Sportauszeichnung der Stadt ausgezeichnet. Außerdem gelang es ihr, in demselben Jahr auch einmal in einer Disziplin die Herrenbestleistung einzustellen. Zu dieser Zeit war Schulze im Sportgeschäft ihres Ehemanns kaufmännisch tätig, hatte drei schulpflichtige Kinder und war auch noch in anderen Sportarten aktiv. Bereits 1962 war sie als Trockenanglerin erstmals am Großen Preis von Österreich angetreten, konnte sich dabei jedoch nicht platzieren. Nur ein Jahr später belegte sie bei dem gleichen Wettbewerb, der in Wien ausgetragen wurde, hinter der vielfachen Weltmeisterin Helga Wischer-Rudolph den vielbeachteten zweiten Platz. Erstmals nahm sie 1963 auch an der Weltmeisterschaft teil, konnte sich jedoch keinen Podiumsplatz erkämpfen. Bei der Weltmeisterschaft 1967, bei der sie dreimal Gold und einmal Bronze gewann, konnte sie im Fliege-Dreikampf auch einen Weltrekord aufstellen. Im Castingsport vertrat sie den Casting Sportclub Wien; heute ein Verein der ASKÖ.
Insgesamt konnte Schulze zwischen 1964 und 1970 17 Gold-, neun Silber- und drei Bronzemedaillen bei Weltmeisterschaften erringen. Ihre Paradedisziplin blieb dabei Fliege Weit GG, in der sie ihren ersten WM-Titel feiern konnte und in der sie insgesamt sechsmal Weltmeister wurde.
Nach dem Ende ihrer Wettkampfkarriere im Castingsport betrieb sie ein Spiel- und Sportwarengeschäft in Wien – vermutlich handelte es sich dabei um das bereits erwähnte Geschäft ihres Mannes – und machte sich auch um den Bogensport verdient. So zählte sie auch in dieser Sportart zur heimischen Elite und gründete 1973 zusammen mit ihrem Ehemann, dem Ingenieur Richard Schulze, den heute (Stand: 2024) noch immer bestehenden BSV Schönbrunn. Der Name des Vereins leitete sich von dem vom Ehepaar betriebenen Bogensportgeschäft in der Schönbrunner Straße ab.
Ihr Ehemann starb am 8. Dezember 2012 im Alter von 87 Jahren und wurde am Wiener Zentralfriedhof beerdigt (Gruppe 16 B, Reihe 8, Nummer 13 D). Maja Schulze überlebte ihren Ehemann um über sechs Jahre und starb – ebenfalls 87-jährig – am 26. Juni 2019 in Wien. Die Bestattung im Familiengrab am Wiener Zentralfriedhof fand am 4. Juli 2019 statt. Sie hinterließ die vier Kinder Richard, Annemarie, Wolfgang und Thomas, sowie zahlreiche Enkel und Urenkel.

## Erfolge
- 17 Weltmeistertitel:
  - Disziplin 1: Spinner Skish GG: 1966
  - Disziplin 3: Spinner Weit 7,5 g GG: 1968
  - Disziplin 4: Fliege Skish GG: 1966 und 1967
  - Disziplin 6: Fliege Weit GG: 1964, 1966, 1967, 1968, 1969 und 1970
  - Fliegedreikampf GG (Disziplinen 4–6): 1966, 1967, 1968 und 1970
  - Sechskampf GG (Disziplinen 1–6): 1966 und 1968
  - Disziplin 8: Multi Weit: 1970
- 9 Vizeweltmeistertitel:
  - Disziplin 1: Spinner Skish GG: 1969
  - Spinnerdreikampf GG (Disziplinen 1–3): 1966
  - Disziplin 4: Fliege Skish GG: 1968
  - Disziplin 5: Fliege Ziel GG: 1966, 1968 und 1970
  - Multizweikampf: 1970
  - Mannschaft: 1969 und 1970 (jeweils mit ihrer Tochter Annemarie)
- 3 × WM-Dritter:
  - Spinnerdreikampf GG (Disziplinen 1–3): 1968
  - Disziplin 5: Fliege Ziel GG: 1967
  - Sechskampf GG (Disziplinen 1–6): 1970